# Eugen Wendel
Eugen Wendel (* 17. Juni 1864 in Brackenheim; † 31. März 1942 in Stuttgart) war deutscher Generalarzt, später Oberregierungsmedizinalrat, und Ehrenbürger seiner Heimatstadt Brackenheim.

## Leben
Eugen Wendel war ein Sohn des Brackenheimer Stadtschultheißen Gotthilf Wendel. Nach seiner Studienzeit kam er als Oberarzt zum Infanterieregiment Nr. 122. 1890 wurde er Stabsarzt beim Feldartillerie-Regiment Nr. 13. Ab 1892 durchlief er eine chirurgische Fachausbildung am Stuttgarter Katharinenhospital, bevor er ab 1894 Stabsarzt beim Grenadierregiment Nr. 119 und ab 1902 als Regimentsarzt beim Dragonerregiment „König“ Nr. 26 war. Ab 1913 leitete er als Chefarzt das Garnisonslazarett in Ludwigsburg. Mit der 26. Infanteriedivision nahm er am Ersten Weltkrieg teil, in dessen Verlauf er 1916 zum Generalarzt und Korpsarzt des XIII. württembergischen Armeekorps befördert wurde. Nach Kriegsende war er bis zu seinem Ruhestand im Jahr 1928 als Oberregierungsmedizinalrat leitender Arzt des Hauptversorgungsamtes Stuttgart. Am 22. Dezember 1930 wurde ihm gemeinsam mit seinem Bruder Otto Wendel das Ehrenbürgerrecht seiner Heimatstadt Brackenheim verliehen, wo die Brüder drei Kirchenfenster und regelmäßig Geld für wohltätige Zwecke gestiftet, allerdings durch die neue württembergische Gemeindeordnung von 1930 als Auswärtige das Bürgerrecht verloren hatten.
Seit dem Wintersemester 1882/83 war er Mitglied der Studentenverbindung AV Igel Tübingen.